# HV Artemis '15
Simons/Artemis '15 (kortweg: Artemis '15) is een Nederlandse handbalvereniging uit het Gelderse Wehl. Artemis '15 is een fusieclub, op 1 juni 2015 ontstaan uit een fusie tussen de handbalverenigingen De Gazellen uit Doetinchem en Apollo '70 uit Wehl.
De naam Artemis vindt haar oorsprong in de Griekse mythologie. Artemis was de godin van de jacht en werd afgebeeld als een gazelle en was bovendien de tweelingzus van de god Apollo.

## Resultaten
Heren (2015 - heden)
- 2017 5e
Tweede divisie A
- 2018 12e
Tweede divisie A
- 2019 4e
Hoofdklasse A
- 2020 3e
Hoofdklasse A
- 2021
Tweede divisie A
- 2022 15e
Eerste divisie
- 2023 14e
Eerste divisie

- Eerste divisie
- Tweede divisie
- Hoofdklasse